# 指導改善研修
指導改善研修（しどうかいぜんけんしゅう）は公立の小学校等の教諭等の任命権者が、児童、生徒または幼児に対する「指導が不適切である」と認定した教諭等に対して実施する、その能力、適性等に応じて、当該指導の改善を図るために必要な事項に関する研修である。
中央教育審議会の平成18年7月11日付答申「今後の教員養成・免許制度の在り方について」を受けて、教育職員免許法及び教育公務員特例法の一部を改正する法律（平成19年法律第98号）により導入された。

## 「指導が不適切である」教諭等の定義
「指導が不適切である」教諭等とは、知識、技術、指導方法その他教員として求められる資質能力に課題があるため、日常的に児童等への指導を行わせることが適当ではない教諭等のうち、研修によって指導の改善が見込まれる者であって、直ちに後述する分限処分等の対象とはならない者をいう。
「指導が不適切である」ことの具体例は、
- 教科に関する専門的知識、技術等が不足しているため、学習指導を適切に行うことができない場合（教える内容に誤りが多かったり、児童等の質問に正確に答え得ることができない等）
- 指導方法が不適切であるため、学習指導を適切に行うことができない場合（ほとんど授業内容を板書するだけで、児童等の質問を受け付けない等）
- 児童等の心を理解する能力や意欲に欠け、学級経営や生徒指導を適切に行うことができない場合（児童等の意見を全く聞かず、対話もしないなど、児童等とのコミュニケーションをとろうとしない等）

と、されている。
教員として適格性に欠ける者や、人事評価及び勤務の状況を示す事実に照らして勤務実績が良くない者等、地方公務員法第28条に規定される分限処分事由に該当する者は、分限処分を的確かつ厳格に行うべきである。
地方公務員法第29条に規定される懲戒処分事由（非違行為等）に該当する者については、指導改善研修により対処するのではなく、懲戒処分を行うべきである。

## 研修内容等
指導改善研修の実施に当たっては、教育公務員特例法第25条第3項に基づき指導改善研修を受ける者の能力、適性等に応じて、また、当該教諭等の研修履歴を踏まえて、個別に計画書を作成しなければならない。
特に、指導が不適切な状態を改善するためには、指導改善研修の中で、教諭等本人に自らが指導が不適切な状態にあることを気づかせることが重要であり、個別面接の実施等、「気づき」の機会を設けることが望まれる。その際、任命権者である教育委員会が定める教員育成指標や標準職務遂行能力を用いて、当該教諭等との間で向上を目指すべき資質等について共通理解を得ておくことも考えられる。
このような観点から、計画書の作成に当たっては、報告・申請を行った校長及び教育委員会からの情報をもとに、当該教諭等の課題を明確にすることが効果的である。

## 問題点
芦名猛夫（京都橘大学発達教育学部児童教育学科元教授）は、指導改善研修について、
- 第1に、パワーハラスメントさえ自覚できない管理職の苛立ち、疲弊した教師たちとモラールダウンした職員室、職場のもとで、高いモティベーションで教職を志したとしても、だれでも「指導が不適切な教員」に認定されうる。
- 第2に、「指導が不適切な教員」の認定基準が極めて曖昧で、当該教員が任意に自らの意見書を県教育委員会に提出することができるだけで、意見を主張し弁明できず、諮問委員会が第三者機関として専門的立場から機能しているかどうかさえわからない。
- 第3に、不幸にも「指導改善研修」となれば、その実際は、情緒的な「自己責任」諭、「個人責任」論を連日強要しくりかえし押しつけることを基本にしている。自分には指導力がないという「自己不信」からやがて「自己否定」「自己崩壊」にすすむ。「あなたの課題はなにかを考えよ」という執拗な指示、追及で、S先生は「課題」という言葉に神経症的に反応するまでに追いつめられた。思想・信条の自由の権利を含め、内面をかき乱す人権の侵害である。
- 第4に、模擬授業、「課題」レポートの作成が課せられるが、結局は「説明責任」のための瑣末な事務書類作成の練習と言っても過言でない。また課せられた「課題」レポートの作成はなんども修正、加筆が指示され、相当な分量となり、作成が自己目的化している。
- 第5に、教育現場で遭遇するさまざまな事象、具体性をもった問題を科学としてとらえることがスポイルされる。また、子どもたちに働きかける教師が「血の通う、生きた教材」でもあることを忘れて、単なるマニュアル、操作、技術に貶められる。しかもそれは個人のレベルであり、教育における集団性の視点がない。
- 第6に、「指導改善研修」の究極のねらいは、当事者の依願退職の表明である。「現場復帰」できるかどうかという身分不安定の中で研修がすすめられること自体、人権侵害である。

と、指摘した。
また、国際労働機関とユネスコの合同委員会で、各国の教員評価の仕組みなどについて問題がないか調査する「CEART」によるレポートでは、制度上の欠陥が多数あることが指摘されている。 